# برگیت کولد
برگیت کولد (انگلیسی: Birgit Cold؛ زادهٔ ۸ آوریل ۱۹۳۶) معمار اهل نروژ است.